# Joan Paul Schaghen
Joan Paul Schaghen, ook wel Johan Paul of Jan Paul Schagen (Malakka, oktober 1684 – Amsterdam, december 1746) was een koopman in dienst van de VOC. Hij was waarnemend gouverneur van Ceylon van 1725 tot 1726 en directeur-generaal in de Raad van Indië van 1737 tot 1741.

## Levensloop

### Jeugd
Johan Paul Schaghen was een zoon van Nicolaas Schagen (1644-1696), die gouverneur van Malakka was toen Johan Paul werd geboren. Een jaar later werd hij directeur in Hougli in Bengalen en in 1690 gouverneur van Ambon, waar hij in 1696 overleed. Johan Paul bracht in deze plaatsen zijn kindertijd door. Zijn jongere broertje Gerbrand overleed in Ambon op vijfjarige leeftijd. Toen Johan Paul ouder werd ging hij naar de Republiek voor een opleiding. In 1716 trouwde hij in Velp met Cornelia van Eck, een dochter van een ex-burgemeester van Arnhem. Ze kregen een dochter, Magdalena Clara. In mei 1717 nam hij dienst bij de VOC, waarna hij in 1718 als onderkoopman voor de Kamer van Amsterdam weer terug kwam in Indië. In september van dat jaar werd hij benoemd tot tweede administrateur in Semarang aan de noordkust van Java. In juli 1721 werd hij daar bevorderd tot eerste administrateur en koopman.

### Ceylon

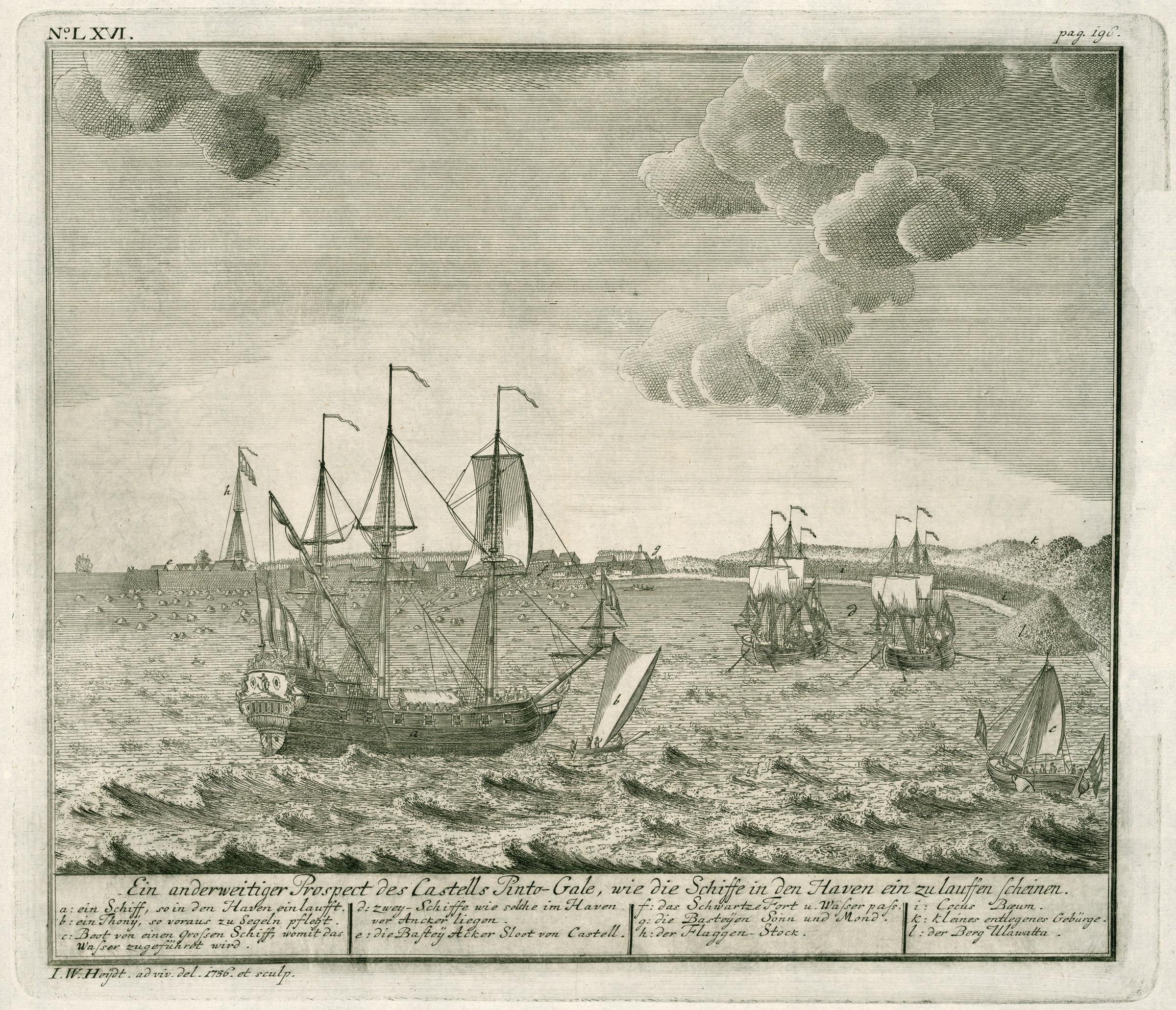
Schepen lopen de haven van Galle binnen.

In september 1722 verhuisde hij naar Batavia en werd daar secretaris van de Raad van Indië. In maart 1723 werd hij bevorderd tot opperkoopman. Drie maanden later volgde een benoeming als commandeur van Galle in Ceylon, als vervanger van Arnold Mol, die tijdelijk het gouverneurschap van Ceylon waarnam na de dood van Isaac Augustijn Rumpf. Galle was een van de belangrijkste havens van de VOC, van waaruit jaarlijks een retourvloot vertrok met kaneel uit Ceylon, textiel uit Coromandel en peper uit Malabar. Bovendien had de VOC een stuk van het binnenland in eigendom, waaronder het achterland van Galle. Hier groeiden kaneelbomen en betelnootpalmen en leefden kuddes olifanten. Deze leverden de belangrijkste exportproducten van het eiland. De commandeur van Galle was, bijgestaan door een Politieke Raad, verantwoordelijk voor het bestuur van het gehele commandement Galle. Cornelia moet intussen overleden zijn want dat jaar trouwde hij voor de tweede keer, met Susanna Breving.
In januari 1724 kwam vanuit Malabar Johannes Hertenberg naar Ceylon als de nieuwe gouverneur. Nog geen twee jaar later, in oktober 1725, overleed ook hij. De Raad van Colombo koos toen Schaghen als waarnemend gouverneur, terwijl de hoofdadministrateur van Colombo, Jan Jenner, het commandeurschap van Galle zolang waarnam. De Raad van Indië was hier ontstemd over, omdat Arnold Mol, inmiddels commandeur van Jaffna en hoger in rang, werd overgeslagen. Op 16 september 1726 kwam vanuit Batavia een nieuwe gouverneur aan: Petrus Vuyst, waarna Schaghen het commandeurschap van Galle weer op zich nam.
Vuyst was nog geen jaar op Ceylon toen hij, op 30 juni 1727, in een geheime brief aan Batavia schreef over 'Ceylons ongeregelden toestand bij sijn ed. aankomst aldaar en de considerabele verbetering van dien onder sijne regering'. Niettemin klaagde hij 'geweldig over de boosheit der dienaren, die in plaats van door het straffen der schuldige te werden afgeschrikt integendeel het getal der sondaren nog komen te vermeerderen op een wijse, waarvoor sijn ed. betuygt sijn verstand stil te staan'.
Ook Schaghen werd door Vuyst beschuldigd van 'ergerlijke en strafbare conduites mitsgaders gepleegde falsiteyten in de resolutiën' in de tijd dat hij gouverneur was. Hij werd ontslagen als commandeur van Galle en gevangen gezet in de Delftse Poort van het fort van Colombo. Jan Jenner verving hem weer in Galle.
Schaghen werd in strikt arrest gehouden, zonder pen en papier om zijn verdediging te voeren, en mocht geen bezoek ontvangen behalve van zijn dochter; een uur per dag in het bijzijn van de wachthebbende officier. Zij en enkele anderen in Galle schreven hierover aan de Raad van Indië, die Vuyst opdroeg Schaghen uit het gevang te halen en huisarrest te geven met recht op bezoek en het versturen van brieven.
In december 1728 werden Schaghen en negen anderen naar Batavia gestuurd om berecht te worden. Op Ceylon ging het van kwaad tot erger. Vuyst meende een complot van soldaten en burgers van Portugese afkomst ontdekt te hebben die hem wilden vermoorden en Colombo overgeven aan de Portugezen. Hij formeerde een krijgsraad, die in 1729 van februari tot mei 29 mensen liet martelen om bekentenissen te verkrijgen. 19 werden geëxecuteerd. Zelf durfde Vuyst zijn huis niet meer uit te komen en was permanent bewapend met een kapmes en twee pistolen. Hij wilde afgelost worden als gouverneur. Hij had het meeste van zijn huisraad al in een schip geladen en wilde bij de eerste gelegenheid terug naar Batavia. De poorten van Colombo bleven gesloten. De Raad van Indië had al snel grote twijfels over het complotverhaal en 3 mei besloot men hem terug te roepen naar Batavia. Stephanus Versluys was zijn opvolger. In augustus kwam deze aan in Colombo, met een opdracht om het bestuur van Vuyst vanaf het begin te onderzoeken. Vuyst vertrok naar Batavia. 24 februari 1730 arriveerde hij daar, en werd boven de waterpoort van het Kasteel gevangen gezet.

### Raad van Indië

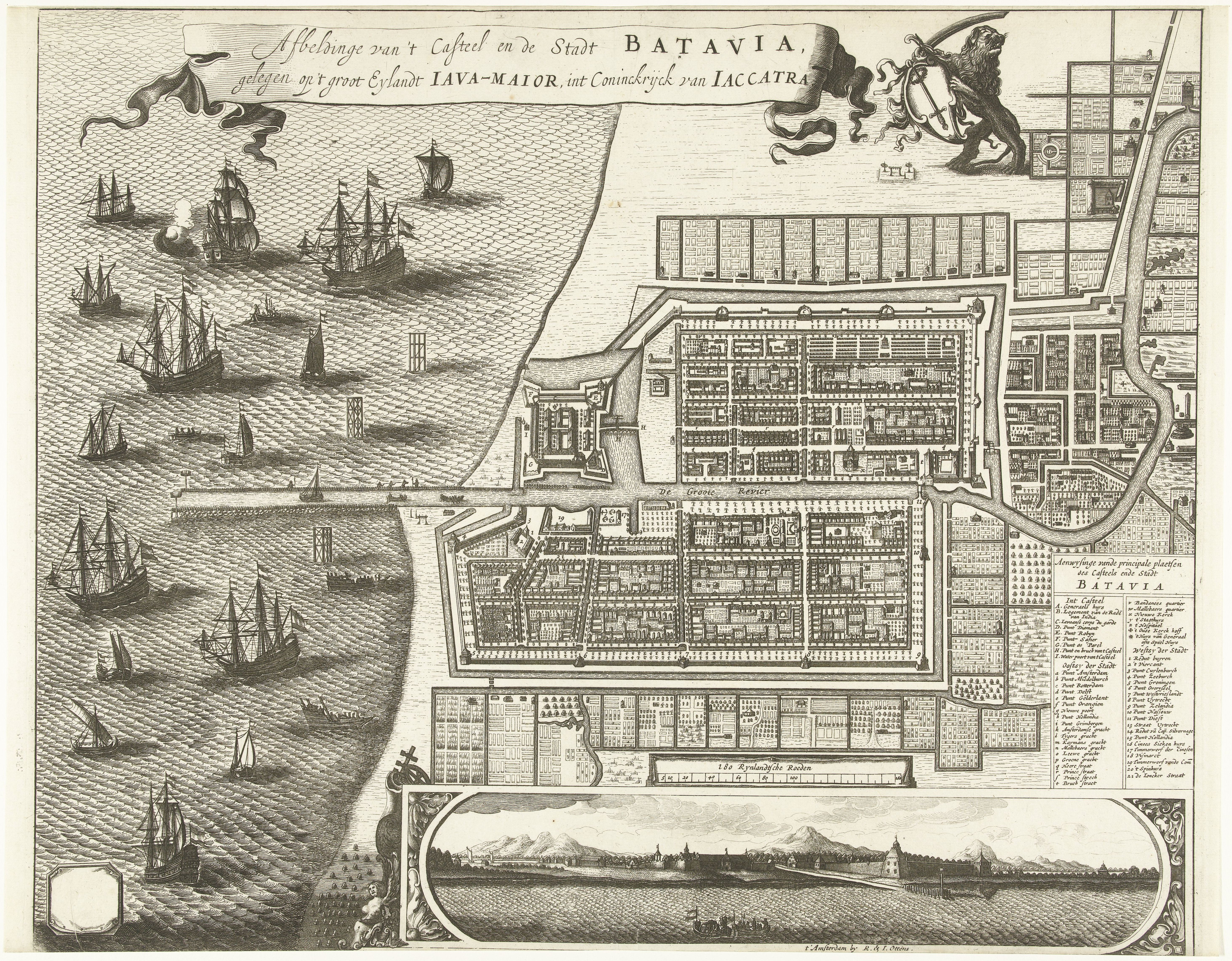
Batavia rond 1740

Schaghen werd vrijgesproken en in zijn eer hersteld, evenals de negen anderen. Voor twee van hen kwam het te laat, omdat ze 'den last der Ceylonse verdruckingen niet hebben konnen torssen, onder deselve gesmoord en alhier ten grave gedaald.'
Op 13 juli 1731 werd Schaghen benoemd tot buitengewoon lid van de Raad van Indië en ging deelnemen aan de vergaderingen. Ook was hij visitateur-generaal, belast met de controle over de boekhouding. In 1732 werd hij ook president van het College van Schepenen (rechtbank).
In 1732 werd Petrus Vuyst door de Raad van Indië ter dood veroordeeld. Schaghen onthield zich daarbij van stemming vanwege zijn eerdere moeilijkheden met hem. Op 3 juni werd de executie voltrokken door 'onthalzing'.

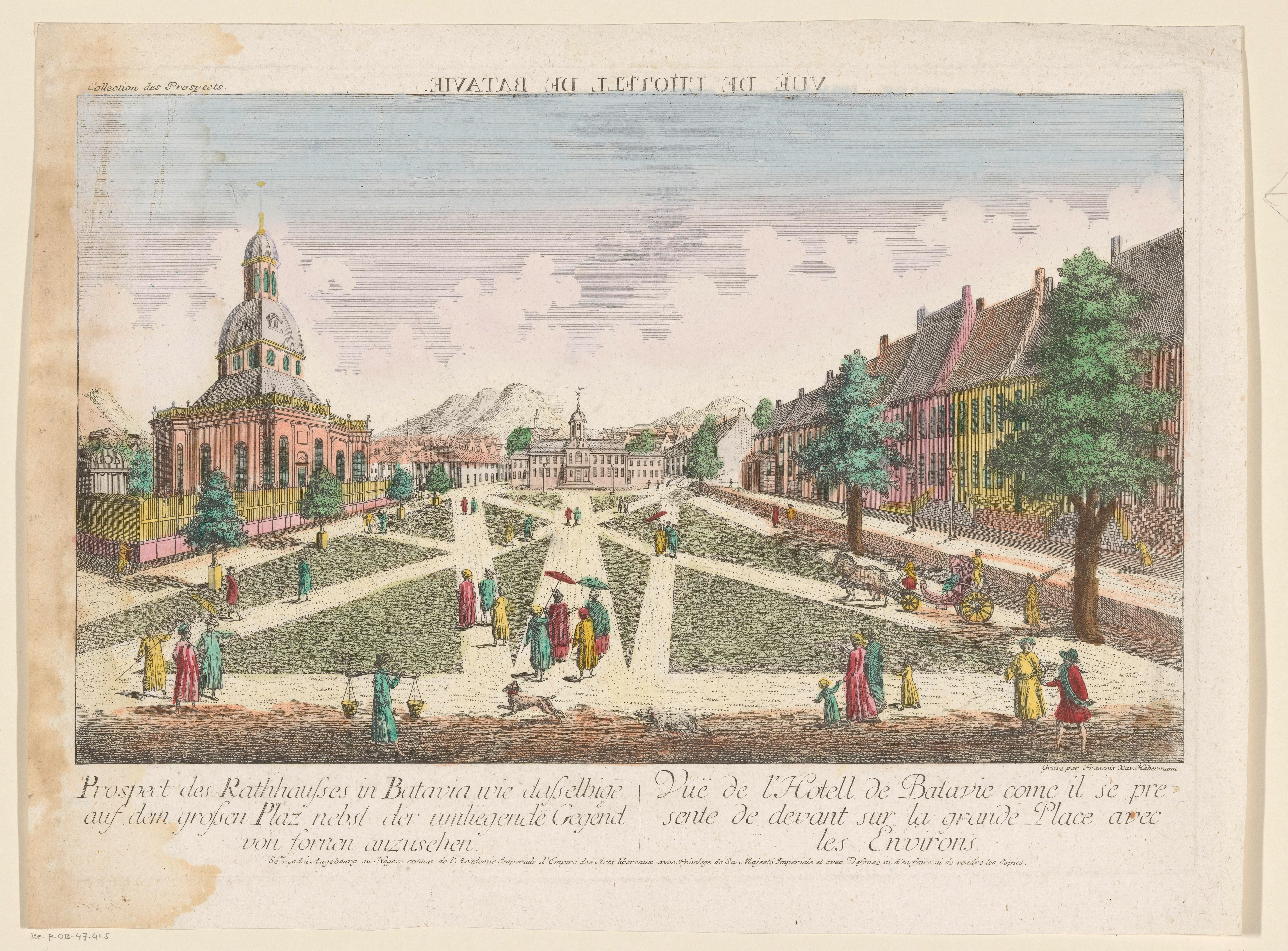
Links de Nieuwe Hollandse Kerk. Aan de overkant van het plein het stadhuis. Ca.1765.

In 1733 zat Schaghen in de bouwcommissie voor de nieuwe Hollandse kerk, samen met de andere buitengewoon raden Johannes Thedens en Gustaaf Willem van Imhoff. De oude Kruiskerk uit 1640 was bouwvallig geworden en de Portugese kerk was tijdelijk ingericht voor zowel de Nederlandse als de Portugese dienst. De Kruiskerk werd gesloopt en op de fundamenten werd een nieuwe gebouwd. Een opdracht voor arduinsteen uit Sadras voor de vloer van de kerk kreeg daar voorrang boven alle andere zaken. Eind 1734 benoemden de Heren XVII Schaghen tot gewoon raad van Indië. In 1735 trouwde hij voor de derde keer, met Elisabeth Blanckert, weduwe van zijn het jaar daarvoor overleden collega-raadslid Josua van Arrewijne.
Inmiddels had een snelle opeenvolging van gouverneurs-generaal plaatsgevonden. Dirk van Cloon was in 1735 overleden en na stemming in de Raad opgevolgd door Abraham Patras. Deze was slechts buitengewoon raad van Indië maar was over de directeur-generaal Adriaan Valckenier heengesprongen, volgens Valckenier als gevolg van machinaties van Van Imhoff. Deze had met Elias de Haeze en Isaac van Schinne afgesproken met zijn drieën op Patras te stemmen. Van Imhoff vertrok in mei 1736 als gouverneur naar Ceylon. Een jaar later overleed ook Patras, en werd Valckenier alsnog gekozen. Op de vrijgekomen plek van directeur-generaal koos men toen Wybrant Blom, over de hoger in rang zijnde Schaghen en Thedens heen. Valckenier en Schaghen vroegen de Heren XVII om duidelijkheid te verschaffen over de te volgen procedure bij deze stemmingen, met name of ze openbaar dienden te zijn en of extraordinair leden ook mochten stemmen. Korte tijd later overleed echter ook Blom, waarna Schaghen alsnog tot directeur-generaal werd gekozen. De directeur-generaal was de tweede in rang in de Raad en verantwoordelijk voor de handel en scheepvaart van de VOC.
In 1740 kregen Valckenier en Schaghen de schuld van het verlies dat de VOC het jaar daarvoor had geleden op koffie en suiker. Er was veel meer suiker en veel minder koffie met de retourvloot meegestuurd dan besteld was. De Heren XVII wilden dat de daardoor ontstane schade vergoed werd door de verantwoordelijken. Volgens de Raad waren dat Schaghen, die als directeur-generaal de lading bijeen had gebracht, en Valckenier, die ervoor getekend had, en bovendien in 1738 de helft van alle koffiestruiken in de Preanger had laten vernietigen uit angst voor overproductie. Valckenier wilde uitstel van stemming, om bij de Heren XVII in beroep te kunnen gaan, maar de in mei uit Ceylon teruggekeerde Van Imhoff en zijn factie drukten de stemming op 29 augustus door.

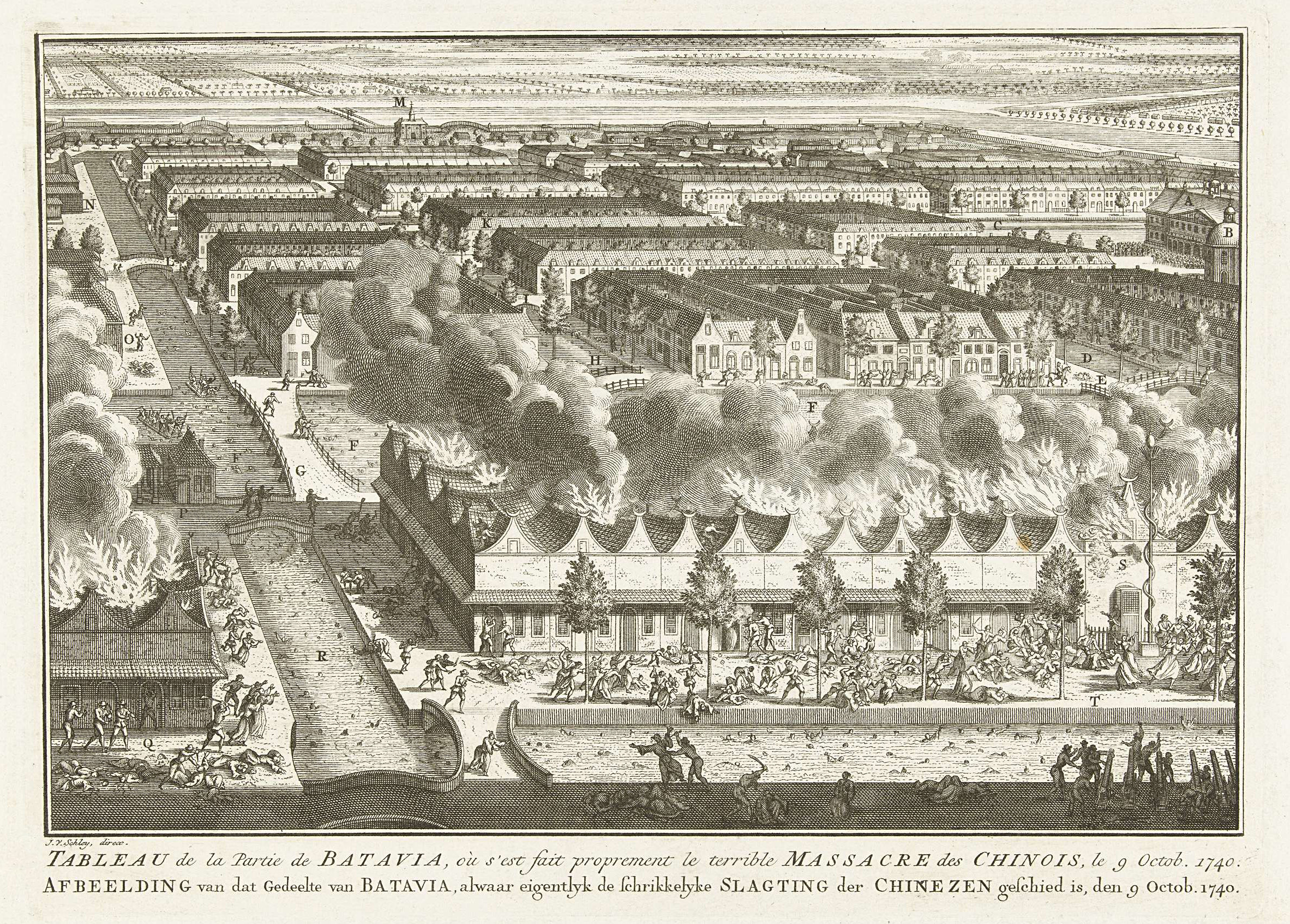
Brandende huizen in de Chinese wijk langs de Kali Besar.

Korte tijd later, op 9 oktober, vond in Batavia een pogrom plaats die bekend is geworden als de Chinezenmoord. De Chinezen waren een succesvolle bevolkingsgroep van tussenhandelaren, winkeliers en ambachtslieden die al sinds de beginjaren van de stad een belangrijke rol speelden in de economie en de groei van de stad. Recentere Chinese immigranten waren vaak arbeiders in de suikermolens in de in cultuur gebrachte omgeving van Batavia. Door de crisis in de suikerhandel waren velen van hen werkloos geworden en zwierven in bewapende groepen door de ommelanden. Ook gingen dwaze geruchten dat ze naar de Kaap of naar Ceylon zouden moeten gaan om kaneel te schillen maar dat ze in plaats daarvan onderweg overboord gegooid zouden worden. Op 8 oktober vond er buiten de stad een gevecht plaats tussen een legertje uit Batavia onder bevel van Van Imhoff en duizenden Chinese opstandelingen die de stad bedreigden vanuit Tanah Abang. De strijd werd ternauwernood gewonnen, maar de Chinezen vielen andere versterkingen en buitenposten rond de stad aan, waaronder de kruitmolens. 's Avonds en de volgende dag werd de brug bij de Diestpoort aangevallen in een poging de stad binnen te dringen, waarbij een vijftigtal soldaten de dood vond. Door kanonvuur vanaf bastion Hollandia en vanuit het veld konden de opstandelingen verjaagd worden, waarop ze zich terugtrokken naar hun suikermolens in de richting van Bantam. Uit wraak, en in de veronderstelling dat de Chinezen in Batavia samenspanden met die in de ommelanden, vielen woedende matrozen afkomstig van de op de rede klaar liggende retourvloot en arbeiders van de scheepswerf op zondag 9 oktober Chinese huizen langs de Kali Besar aan, wat escaleerde tot een moord- en plunderpartij door inwoners van Batavia. Het grootste deel van de mannelijke Chinese bevolking werd vermoord. Meer dan zevenhonderd Chinese huizen werden geplunderd en gingen in vlammen op. Ook gevangenen en patiënten in het hospitaal werden vermoord. Uiteindelijk lag de hele Zuidervoorstad en een derde van de stad binnen de muren in de as. Het geweld verspreidde zich de periode erna naar andere delen van Java. De gebeurtenissen veroorzaakten grote verontwaardiging in de Republiek, en alle raadsleden werd later verweten niets gedaan te hebben om de escalatie te voorkomen, hoewel uiteindelijk Valckenier als hoofdschuldige werd aangewezen.
Valckenier had in 1738 al aan de Heren XVII eervol ontslag gevraagd en zij verleenden dat in december 1740. Van Imhoff werd benoemd tot zijn opvolger, of, indien hij onverhoopt niet beschikbaar was, Johannes Thedens. Thedens werd ook toegevoegd aan Schaghen, vermoedelijk vanwege diens verantwoordelijkheid voor het financieel verlies in 1739. Dit bericht zou pas in augustus 1741 in Batavia aankomen. In de Raad was inmiddels grote ruzie uitgebroken over de schuldvraag met betrekking tot de Chinezenmoord, die de competentiestrijd tussen Valckenier en Van Imhoff intensiveerde. Valckenier verdacht Van Imhoff ervan hem te willen afzetten en wilde hem voor zijn. Op 6 december 1740 liet hij tijdens de vergadering van de Raad van Indië Van Imhoff en diens medestanders Elias de Haeze en Isaac van Schinne arresteren. Ze werden op verschillende schepen teruggestuurd naar de Republiek, ondanks protesten van de andere leden. Schaghen was als voorzichtige medestander van Valckenier niet in staat hem te weerhouden van zo'n drastische maatregel. In augustus, toen Valckenier bericht kreeg van zijn ontslag, liet hij de Raad weten dat hij wilde repatriëren. Aangezien Van Imhoff al weg was werd Thedens zijn opvolger. Omdat Schaghen deze niet als 'kijk-in-de-pot' wilde gaf ook hij aan te willen repatriëren. Hij werd als directeur-generaal opgevolgd door Herman van Suchtelen.

### Repatriëring
Schaghen werd in september benoemd tot 'Chef d'Esquadre' van de retourvloot. Na protest van Valckenier werd dat in november gewijzigd in viceadmiraal, zodat Valckenier die maand als admiraal kon vertrekken. In januari 1742 volgde Schaghen met nog meer schepen. Hij had zijn vrouw en haar dochter Maria uit het huwelijk met Van Arrewijne bij zich.
25 januari arriveerde de vloot van Valckenier aan de Kaap. Van Imhoff had in de Republiek de Heren XVII weten te overtuigen dat de 'massacre' in Batavia niet aan hem te wijten was maar aan Valckenier. Deze werd daarom aan de Kaap gearresteerd. Hij zou 7 maanden later teruggezonden worden naar Batavia om daar berecht te worden. De in april aan de Kaap arriverende Schaghen keerde zodoende toch als bevelhebber van de retourvloot terug naar de Republiek. In september 1742 arriveerde hij bij Texel op het schip 'Weltevreden'. De Compagnie had een groot deel van zijn vermogen geconfisqueerd op basis van het besluit van de Raad van Indië twee jaar terug, zodat hij, volgens zijn vriend Johan Gideon Loten, terugkeerde 'zo arm als Job'. Eenmaal in de Republiek wist hij de Heren XVII echter een goede uitleg te geven van zijn toenmalige handelwijze, zodat zijn straf werd verminderd tot het betalen van een boete van 33.000 gulden.
Hij vestigde zich in Amsterdam, aan de Amstel, tussen de Prinsengracht en de Utrechtsedwarsstraat, tegenover de Amstelsluizen. Hier overleed in november 1744 zijn vrouw Elisabeth. Hij trouwde toen in november 1745 voor de vierde keer, met de 17-jarige Margaretha Constantia del Borgo. Een jaar later kregen ze een dochter, Sara Aletta, genoemd naar zijn moeder, Sara Aletta van Genegen. Het meisje werd op 18 mei 1746 gedoopt in de Zuiderkerk. Schaghen overleed nog dat zelfde jaar. Op 21 december werd hij begraven in de Oude Kerk.